# Plaza San Martín (Córdoba)
La Plaza San Martín es un espacio verde ubicado en el núcleo de Córdoba, Argentina, casco histórico y actual microcentro.

## Historia
Su emplazamiento fue planeado por el teniente gobernador Lorenzo Suárez de Figueroa en 1577, luego de cuatro años de la fundación de la ciudad. En ese primer trazado urbanístico de 70 manzanas en damero, la plaza se estableció en el centro de la ciudad, y en las manzanas contiguas se emplazaron los edificios más importantes: el Cabildo y la Iglesia Catedral.
Durante la época colonial fue la Plaza Mayor de la ciudad de Córdoba, donde se realizaban ferias y fiestas patronales o cívicas e incluso corridas de toros. En realidad era la única verdadera plaza ya que, como en las ciudades de fundación española, las otras zonas no urbanizadas de la ciudad era baldíos llamados "huecos". El virrey del Río de la Plata, Rafael de Sobremonte, hizo instalar las primeras farolas durante el año 1790.
En 1901 el paisajista francoargentino Carlos León Thays fue quien diseñó el parquizado promoviendo el arbolado con lapachos, tipas, plátanos de Virginia (llamados en Córdoba: carolinos) y magnolias. La Plaza San Martín posee además una densa arboleda con caducifolias e incluso algunas palmeras subtropicales.

## Características
Desde el año 1916, José de San Martín, el prócer argentino y americano, tiene un monumento ecuestre de bronce que se asienta sobre una base exornada con bajorrelieves también de bronce que recuerdan las campañas libertadoras.
Otros elementos ornamentales de la Plaza San Martín son una lámpara votiva y una pequeña fuente-laguna de contorno octogonal que ocasionalmente alberga peces rojos de la especie llamada pampa. 
Rodean a la Plaza San Martín las calles Independencia (flanco noroeste), Rosario de Santa Fe (lado noreste), Buenos Aires (lado sureste) y San Jerónimo (lado suroeste). Esta plaza tiene sus lados aproximadamente orientados de S.E. a N.O. y de S.O a N.E. formando un cuadrilátero de 102 m por 115 m. El cuadrado original se modificó cuando se amplió el ancho de la calle Independencia. 
La plaza San Martín tiene un valioso entorno edilicio en el que se destacan construcciones del tiempo de la colonia española, por ejemplo: la Catedral, el Cabildo, entre ambos citados edificios el Pasaje Santa Catalina, el convento y museo de las Carmelitas Descalzas (más conocido con el nombre de Iglesia y convento de las Teresas), el Oratorio del Obispo Mercadillo (en la calle Rosario de Santa Fe 39), además de edificios del siglo XIX y XX como el Teatro Real, la sucursal principal en Córdoba del Banco Nación Argentina, el edificio del Banco de la Provincia de Córdoba (sucursal Catedral), la Sucursal del Banco Hipotecario.

## Galería

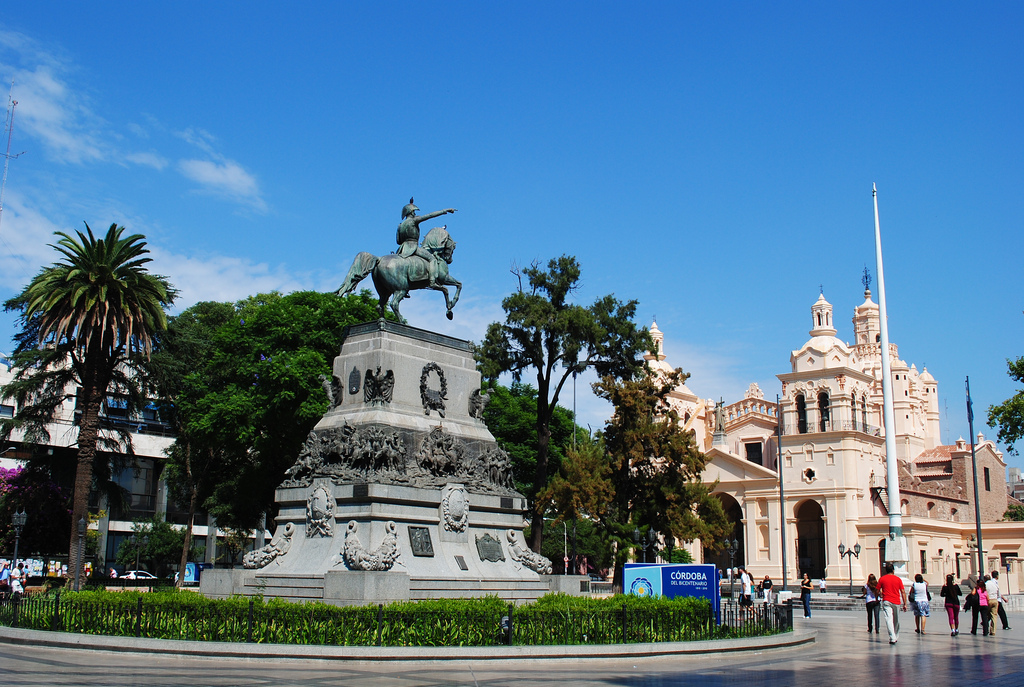
Vista panorámica de la Plaza San Martín, desde un ángulo noreste, en el fondo se observa la Catedral.
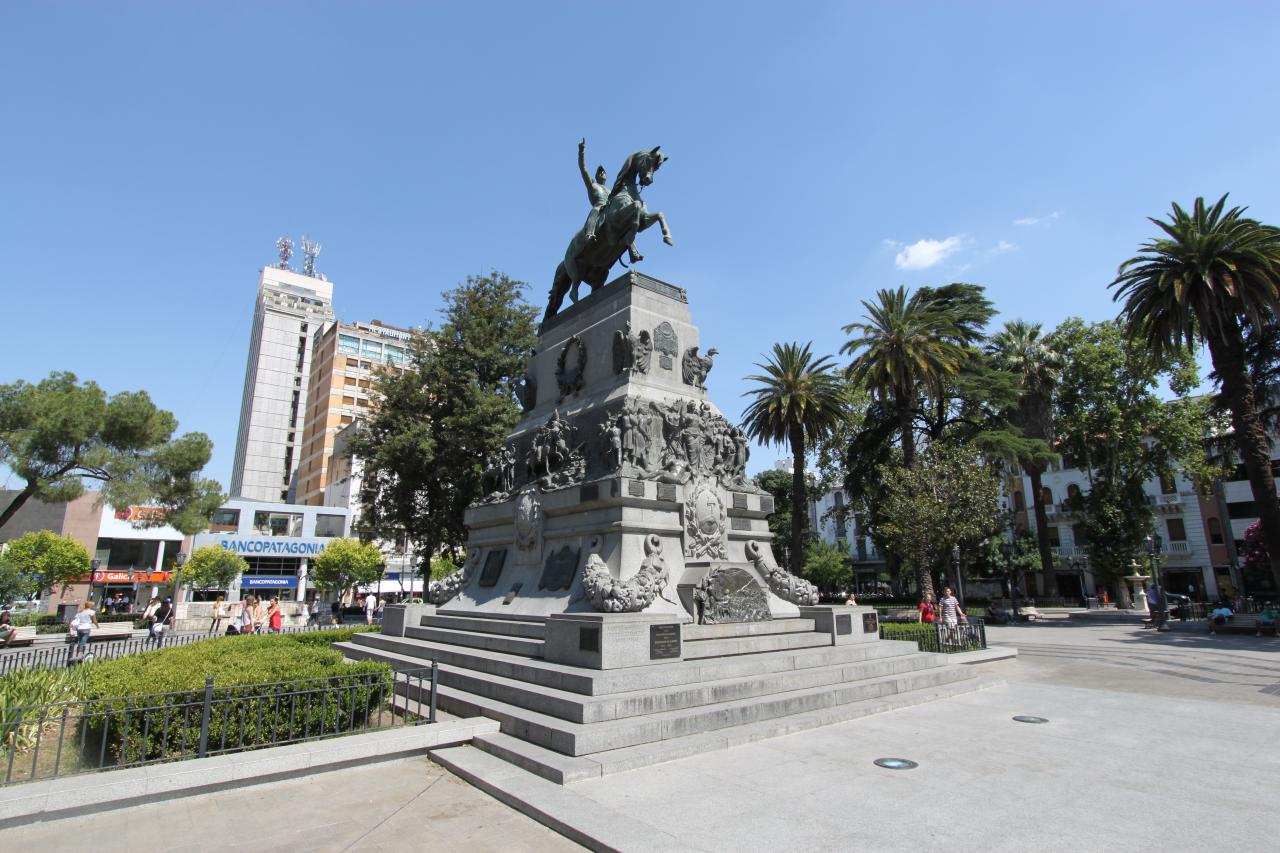
El monumento a José de San Martín se encuentra en el centro de la plaza.
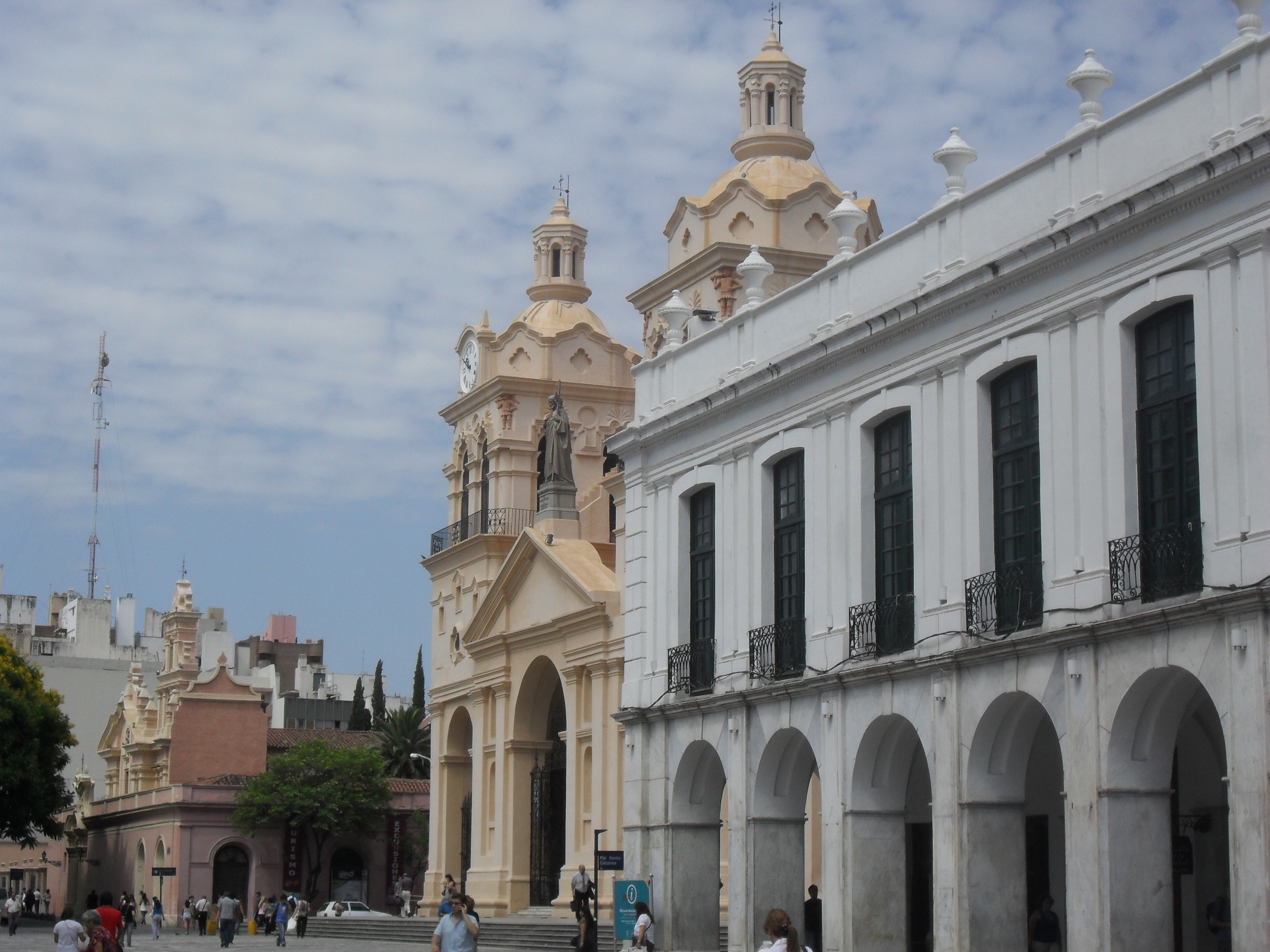
El Cabildo y la Catedral desde la plaza San Martín.
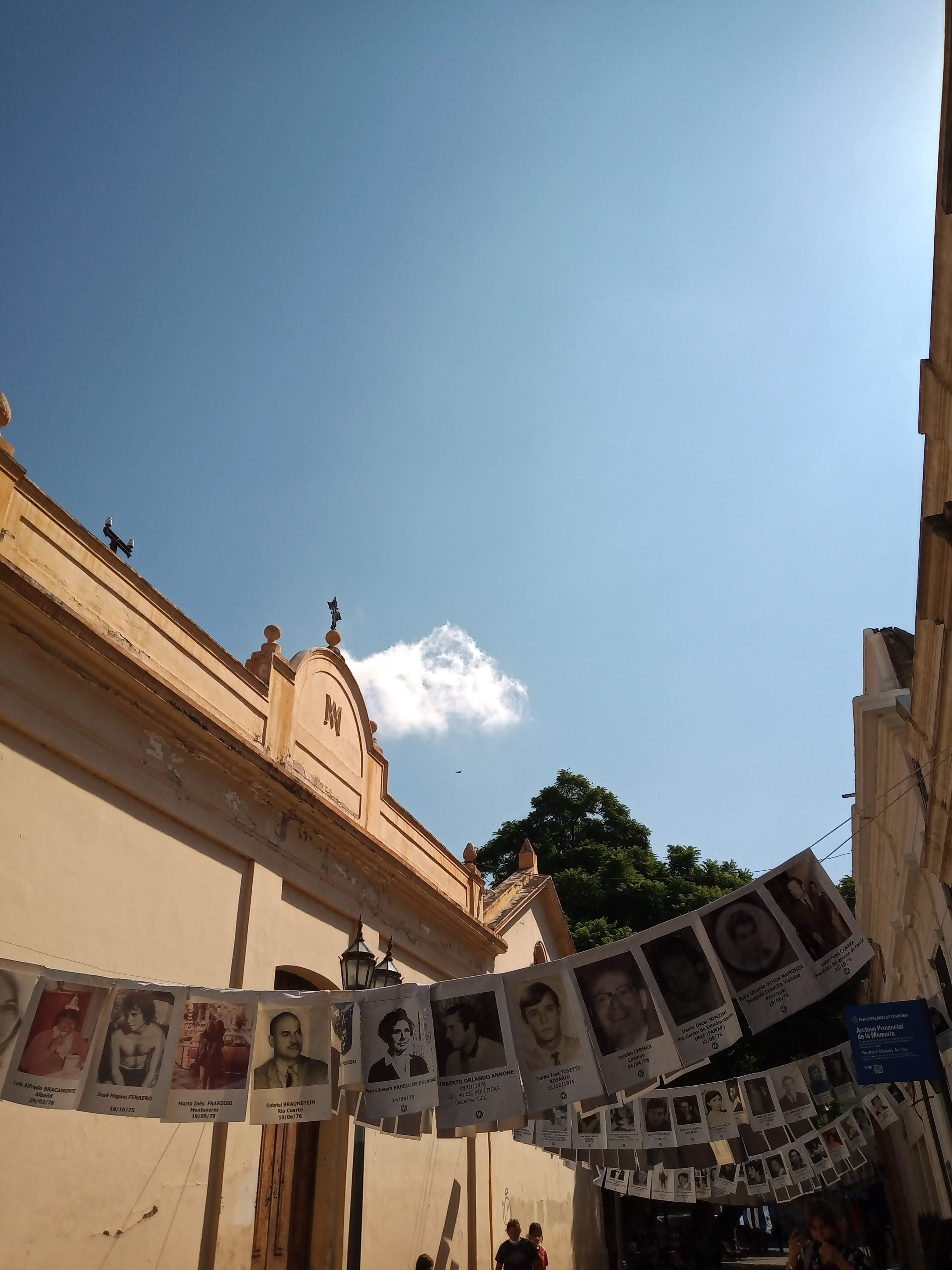
El Pasaje Santa Catalina, que conecta la Plaza San Martín y la Plazoleta del Fundador, en homenaje a los desaparecidos en dictadura.